# Energia solar fotovoltaica

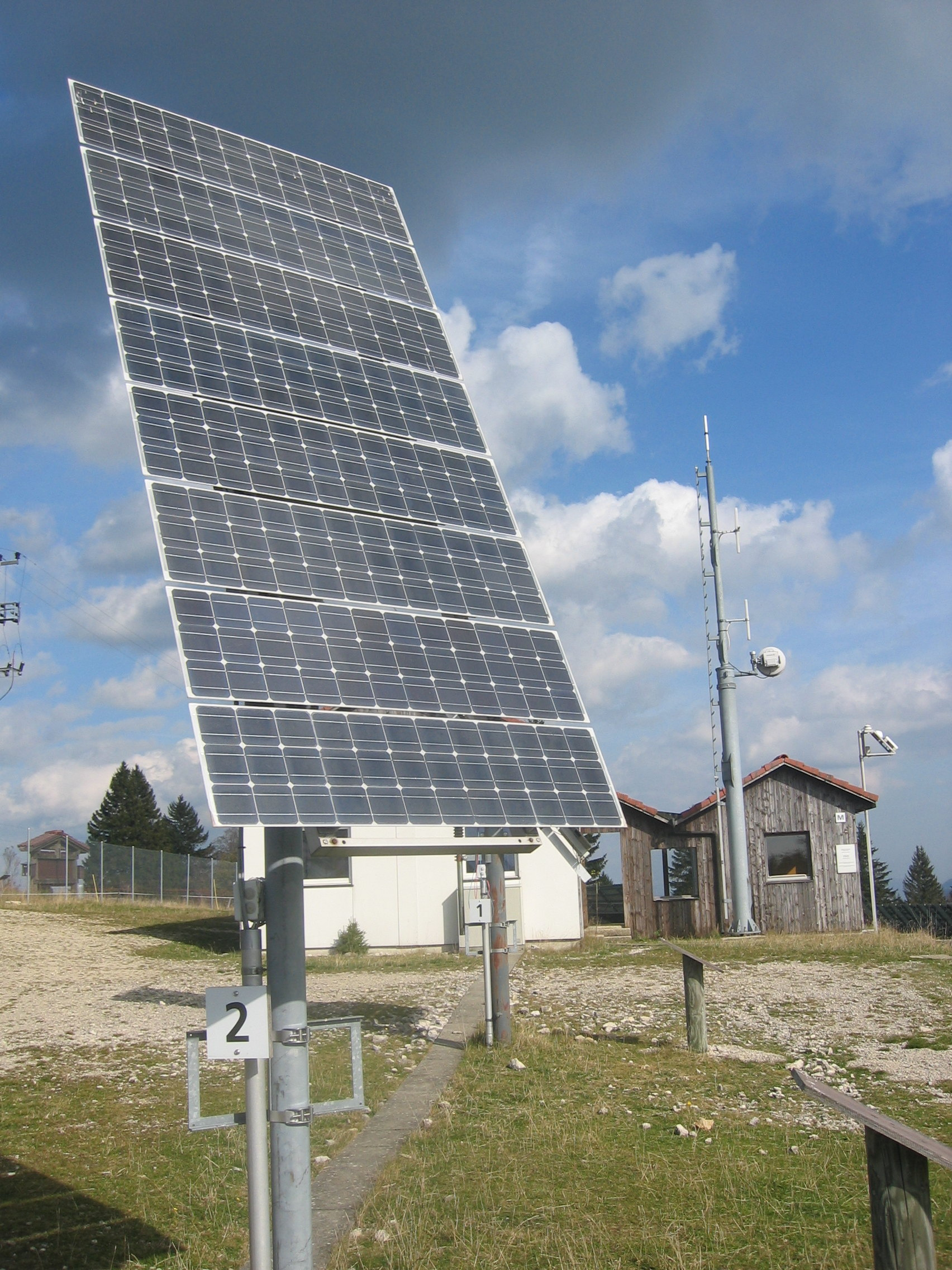
Placa solar fotovoltaica

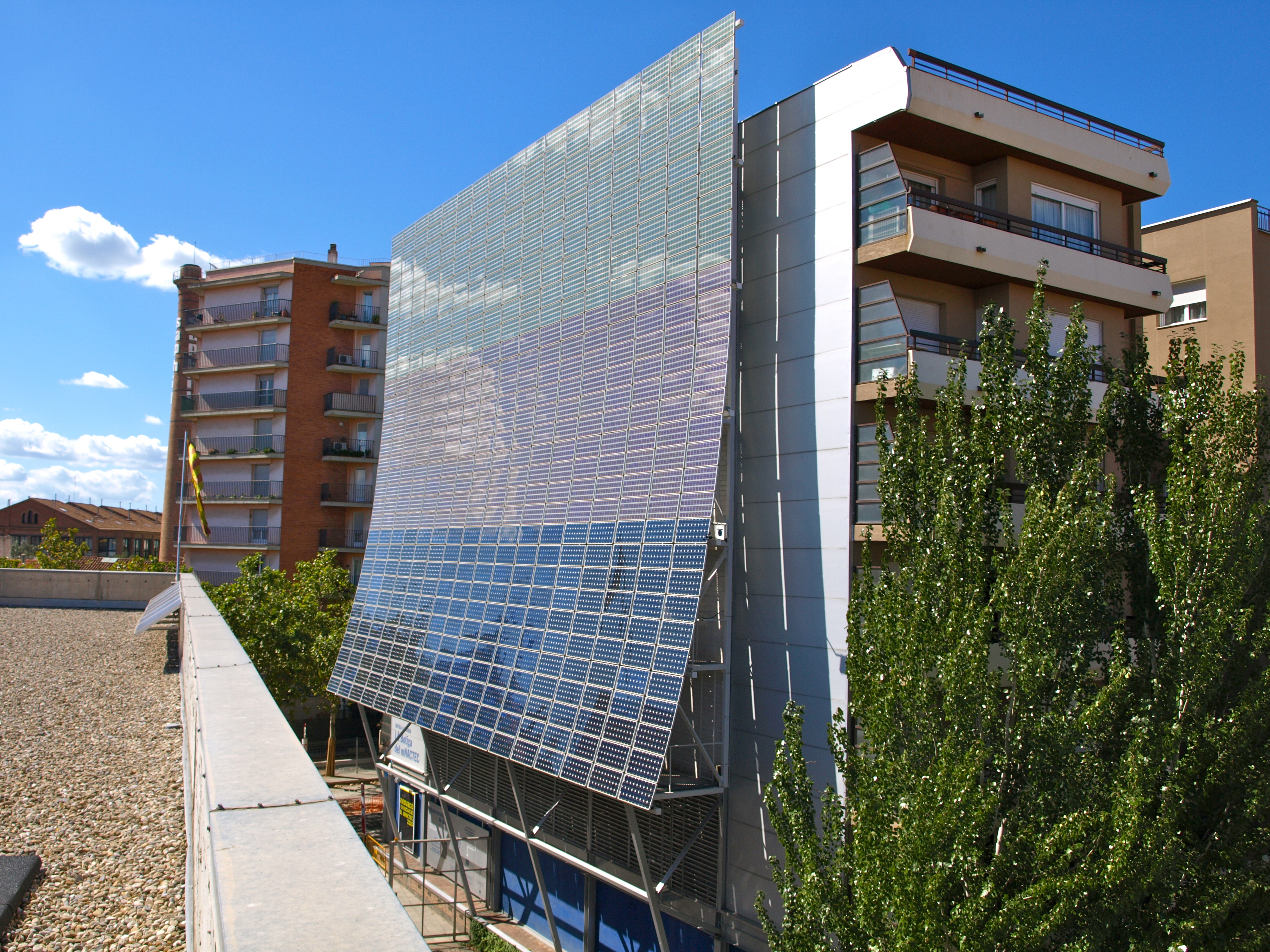
Façana fotovoltaica del Museu de la Ciència i de la Tècnica de Catalunya a Terrassa

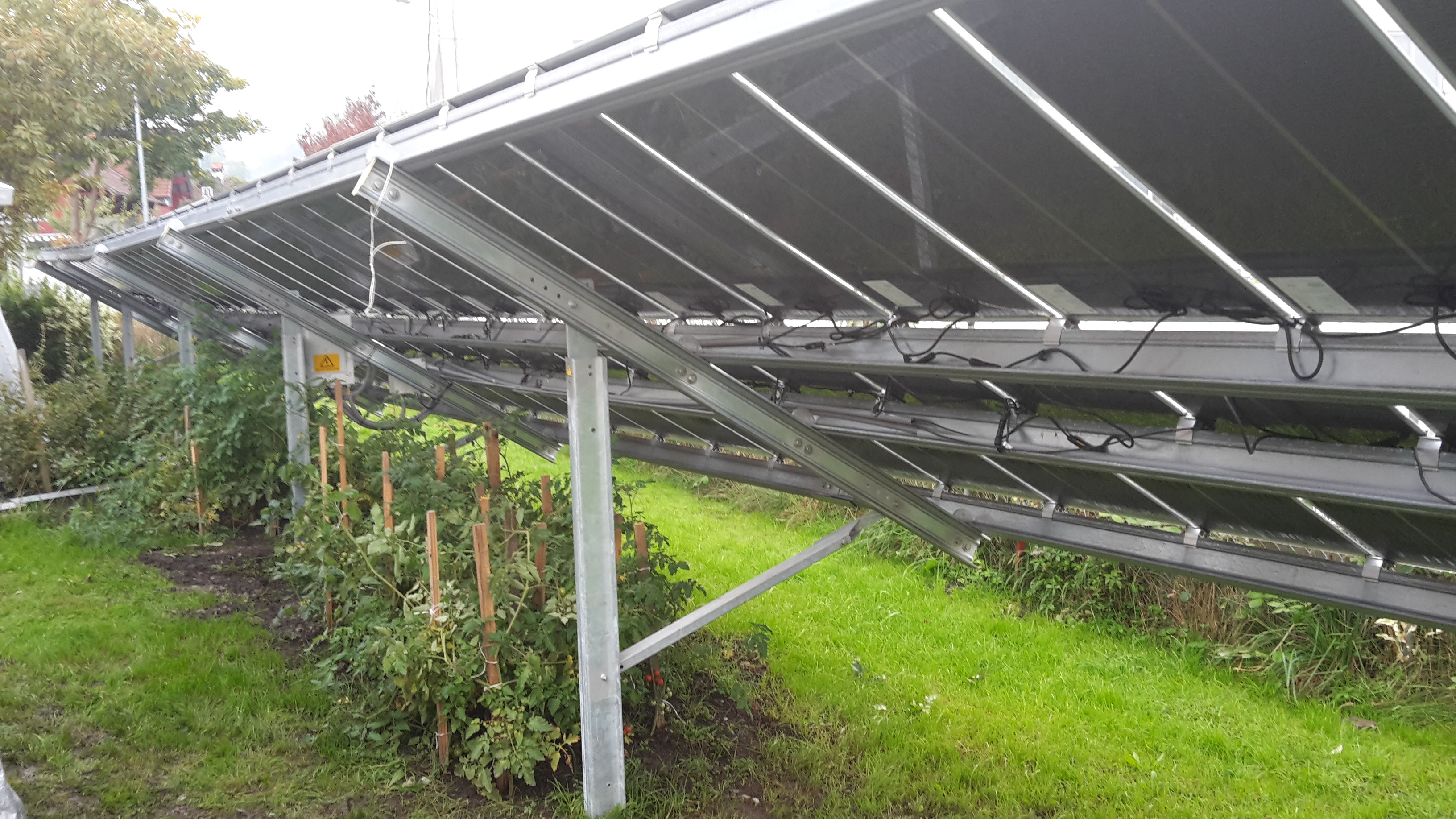
Instal·lació agrovoltaica on les plaques protegeixen cultius sensibles (aquí tomaquets) a Dornbirn a Àustria

L'energia solar fotovoltaica és una tecnologia per generar energia elèctrica gràcies a cèl·lules fotoelèctriques. És una font d'energia renovable que comptava, el 2019, amb una capacitat de producció de 600 GW al nivell mundial Les plaques solars es poden instal·lar tant a la superfície terrestre com integrats en les parets o sostres d'edificis. Així mateix es poden integrar en enginys com ara vehicles, fanals, màquines de venda autònomes, etc.

## Etimologia
El terme fotovoltaic prové de la paraula grega φῶς (phōs, que significa "llum") i "volt", la unitat de força electromotriu (denominada així en honor d'Alessandro Volta, l'inventor de la pila electroquímica).

## Història
L'efecte fotovoltaic es va reconèixer per primera vegada el 1839 pel físic [francès Antoine Henri Becquerel. Tanmateix, no va ser fins a l'any 1883 que va ser construïda la primera cèl·lula solar per Charles Fritts amb una eficiència d'un 1%. Durant la primera meitat del segle xx diverses van ser les millores per augmentar-ne l'eficiència. El 1946, Russel Ohl va patentar la moderna unió entre els materials semiconductors que actualment es fa servir. L'avanç tecnològic més important va arribar l'any 1954 quan els Laboratoris Bell, experimentant amb semiconductors, van desenvolupar la primera cèl·lula fotovoltaica de silici, amb un rendiment de 4,5%.

## Tipus
Les plaques solars es divideixen en dues grans famílies: les cristal·lines amb silici cristal·litzat, i les amorfes, amb silici no cristal·litzat. A la vegada les cristal·lines es divideixen entre les monocristal·lines, amb un sol cristall de silici i les policristal·lines, amb més d'un cristall de silici. Les cèl·lules fotovoltaiques més utilitzades en l'actualitat són les de silici monocristal·lí. L'evolució tecnològica de les plaques solars es distingeix de moment en quatre generacions.
Primera generació La primera generació de cèl·lules fotovoltaiques consistien en una gran superfície de vidre simple. Una simple capa amb unió díode, capaç de generar energia elèctrica a partir de fonts de llum amb longituds d'ona similars a les que arriben a la superfície de la Terra provinents del Sol. Aquestes cèl·lules estan fabricades, normalment, en un procés de difusió amb hòsties de silici. Aquesta primera generació és, actualment, la tecnologia dominant en la producció comercial i constitueixen, aproximadament, el 86% del mercat de cèl·lules solars terrestres.
Segona generació La segona generació de materials fotovoltaics estan basats en capes molt fines (poc micròmetres) de materials semiconductors. Es basen en l'ús de dipòsits epitaxials dp molt prims de semiconductors amb concentradors. Hi ha dos tipus de cèl·lules fotovoltaiques epitaxials: les espacials i les terrestres. Les cèl·lules espacials, normalment, tenen eficiències més altes (28-30%), però tenen un cost per vat més alt. En les terrestres la pel·lícula prima s'ha desenvolupat usant processos de baix cost, però tenen una eficiència més baixa (7-9%),, i, per raons evidents, es qüestionen per a aplicacions espacials.
Tercera generació
La tercera generació de cèl·lules fotovoltaiques, que s'estan proposant en l'actualitat, són molt diferents dels dispositius semiconductors de les generacions anteriors, ja que realment no presenten la tradicional unió per separar els portadors de càrrega fotogenerados. Actualment es troben en fase d'investigació dispositius que inclouen cèl·lules fotoelectroquímiques, cèl·lules solars de polímers, cèl·lules solars de nanocristalls i cèl·lules solars de tintes sensibilitzades
Quarta generació
Una hipotètica quarta generació de cèl·lules solars consistiria en una tecnologia fotovoltaica composta en què es barregen, nanopartícules amb polímers per fabricar una capa simple multiespectral, és a dir, que aconseguís absorbir moltes freqüències d'ona. Posteriorment, diverses capes primes multiespectrals es podrien apilar per fabricar les cèl·lules solars multiespectrals definitives. La primera capa és la que converteix els diferents tipus de llum, la segona és per a la conversió d'energia i la darrera és una capa per l'espectre infraroig. D'aquesta manera es converteix part de la calor en energia aprofitable.

## Principi de funcionament
L'acoblament en sèrie de diversos d'aquests díodes òptics permet l'obtenció de voltatges majors en configuracions molt senzilles, i aptes per a petits dispositius electrònics. A major escala, el corrent elèctric continu que proporcionen les plaques fotovoltaiques es pot transformar en corrent altern i injectar en xarxa, operació que és poc rendible econòmicament i que precisa encara de subvencions per a la seva viabilitat. En entorns aïllats, on cal poc corrent elèctric i l'accés a la xarxa està penalitzat econòmicament per la distància, com refugis de muntanya, estacions meteorològiques o de comunicacions, s'empren les plaques fotovoltaiques com a alternativa econòmicament viable.

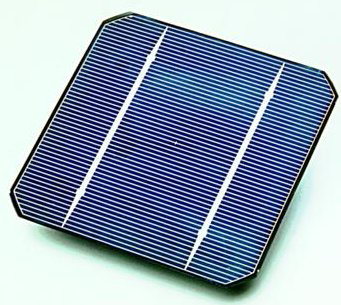
Cèl·lula fotovoltaica

Les cèl·lules fotoelèctriques són el principal component de la placa fotovoltaica. Són uns dispositius semiconductors que en rebre radiació solar s'exciten, provoquen salts electrònics i una petita diferència de potencial tipus díode en els seus extrems (corrent elèctric).

## Avantatges de l'energia fotovoltaica
La radiació solar que arriba a la superfície terrestre és de 122 PW de potència; quasi 10.000 vegades el consum total d'energia elèctrica a la terra durant l'any 2005. Aquesta abundància energètica fa preveure que podria esdevenir la font principal d'energia primària utilitzada per la humanitat. A més a més la generació d'electricitat fotovoltaica és l'energia renovable amb una major densitat d'energia, amb una mitjana de 170 W/m².
Tot i la contaminació produïda al moment de la fabricació dels panells, la mateixa producció d'energia no produeix cap pol·lució. Així mateix al final del cicle de vida dels panells se'n pot fer una gestió dels residus i actualment es troben en desenvolupament tecnologies de reciclatge dels materials, així com polítiques que incentiven el reciclatge per part dels fabricants d'aquesta tecnologia.
Les instal·lacions fotovoltaiques tenen una vida útil de fins estimada a uns trenta anys, amb un màxim de quaranta. A més un cop realitzada la instal·lació tenen uns costos operatius i de manteniment molt baixos comparats amb altres tecnologies de generació d'electricitat. Un estudi de l'International Renewable Energy Agency (IRENA) estima que el volum de residus va créixer de 0,43 milió de tones el 2016 a ± 6 milions de tones per any el 2050. IRENA és optimista en constatar que el creixement és previsible i es poden desenvolupar tècniques industrials d'urban mining eficients: un mercat estimat a crear un valor de 15.000 milions de dòlars (llocs de treball i primeres matèries). Queda prou temps per preparar-se, com que la primera gran ona de residus arribarà només des de 2030, per l'obsolescència de les instal·lacions de la fi del segle xx.

## Impacte mediambiental de l'energia fotovoltaica
Tot i emprar una font d'energia renovable la tecnologia té impactes ambientals. Hi ha l'impacte durant la producció de les plaques (amb l'ús de minerals i productes químics contaminants). Hi pot hi haver impactes directes per l'ús del sòl. Tot i això, hi ha molts solars (pàrquings, teulades… que poden servir. L'agrivoltaica, o la compaginació de conreu i generació d'electricitat desenvolupa mètodes per reforçar mútuament, com quan les plaques protegeixen els camps contra les pedregades, el gel, les cremades solars i l'evaporació ràpida de l'aigua del reg i milloren el rendiment.
A la fi de la vida útil se'ls ha de reciclar. Els panells són compostos per un 85% de vidre, 4% de plàstic, 6% d’alumini, 1% de metall, 4% de silici. El 2021 se'n pot reciclar més del 95% de les matèries. S'hi aplica la directiva europea sobre els residus d'aparells elèctrics i electrònics (RAEE).
Els principals impactes són els mateixos de qualsevol activitat industrial. Les primeres matèries són variades: silici (cristal·litzat i amorf), germani, seleni, arsenur de gal·li, selenurs de coure (SeCu i Se2CuGa), sulfurs diversos i òxids de coure entre d'altres. En la fabricació d'aquests materials es produeixen emissions de TeCd, B2H6, BCl3, H2, HF, SeH2, SH2, CH4, PH3, POCl3, P2O5, FH3, F4Si, P2Zn3, entre d'altres i vapors metàl·lics, alguns tòxics. S'estima que per a la producció de sulfur de cadmi, per cèl·lules que produïssin 100.000 MW/any s'obtindrien unes emissions aproximades de 34 tona mètrica/any.
Per altra banda, s'ha de fondre i fer-lo créixer per a formar un monocristall, etapa en la qual s'inverteix molt temps i molta energia. La proporció «pes per potència» continua millorant: si el 1980 una instal·lació d'una potència d'un kW pesava 160 kg, el 2019 ja n'hi ha prou amb 60 kg i aquest continua baixant. El volum de residus per potència minva igualment. La tecnologia progressa i reeix reduir progressivament components cars o tòxics. Si el reciclatge de material obsolet costa energia, l'impacte mediambiental alhora es redueix nogensmenys considerablement si es fa energia neta.

## Eficiència

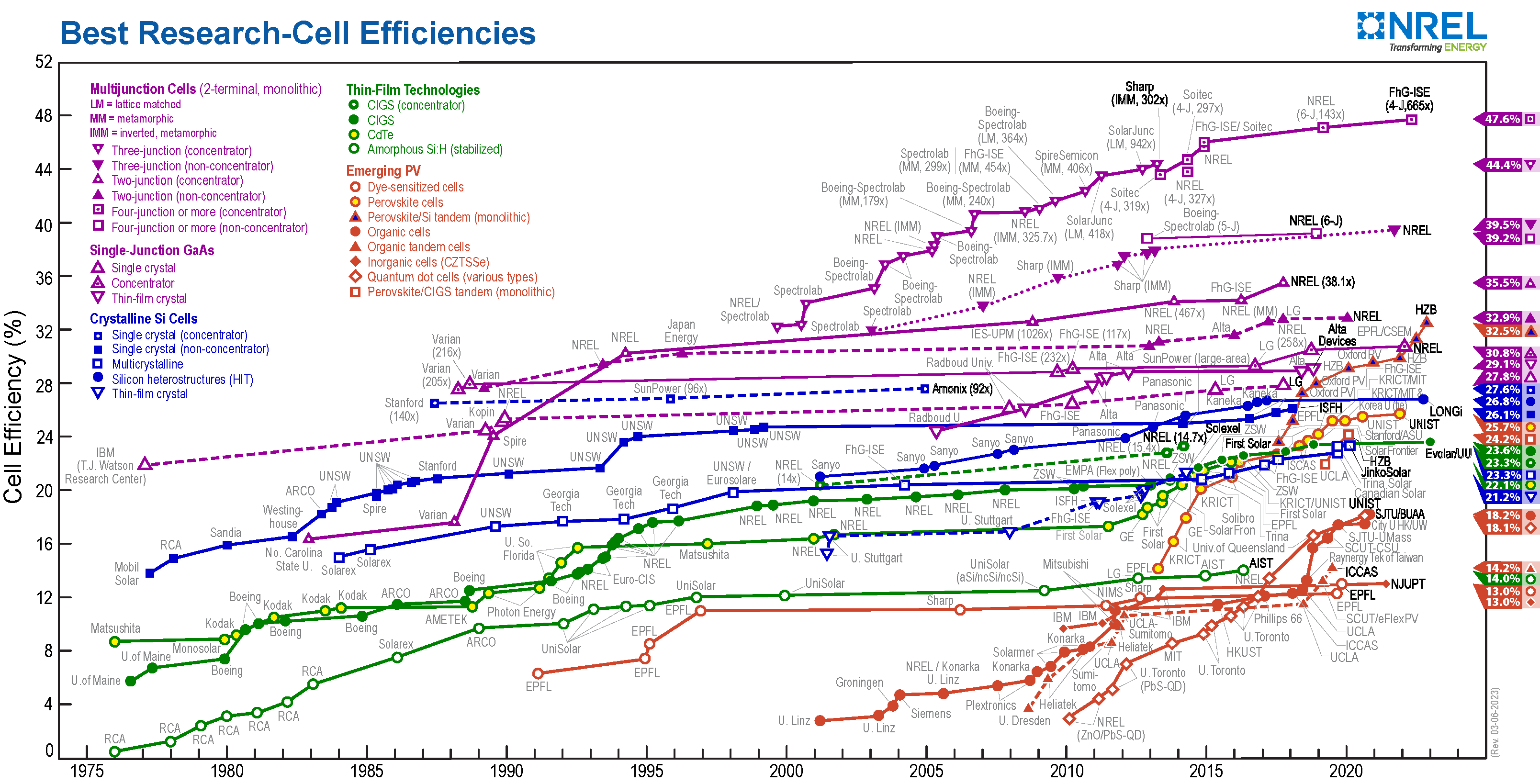
Línia de temps de l'eficiència de conversió d'energia des de 1976 de les diferents tecnologies en mòduls fotovoltaics

Depenent de la construcció, els mòduls fotovoltaics produeixen electricitat a partir d'una gamma concreta de freqüències de la llum, però en general no encara no cobreixen la llum ultraviolada, infraroja i baixa o difusa. Per tant, gran part de l'energia de la llum solar incident no s'aprofita pels mòduls solars, que podrien donar eficiències molt superiors si s'il·luminessin amb llum monocromàtica.
Un altre concepte de disseny és la de dividir la llum en diferents longituds d'ona i dirigir els feixos en diferents cèl·lules sintonitzades en aquests rangs.  Això ha estat projectat per a ser capaç d'elevar l'eficiència en un 50%. Científics de Spectrolab, una filial de Boeing, prediuen el desenvolupament de cèl·lules solars multi-unió amb una eficiència de més del 40%, un nou rècord mundial de cèl·lules solars fotovoltaiques Les centració podrien arribar eficiències de més de 4a una 5% o finsa tot 50% en el futur, amb eficiències teòriques del voltant del 58% en les cèl·lules amb més de tres unions.
L'eficiència continua augmentant. Dels 4,5% de la primera cèl·lula desenvolupada pels Laboratoris Bell el 1954, Hoffman Electric va aconseguir un 14% el 1960, el 2016 el National Renewable Energy Laboratory i el Swiss Center for Electronics and Microtechnology va atènyer fins a 29,8% el 2017.

## Potència instal·lada

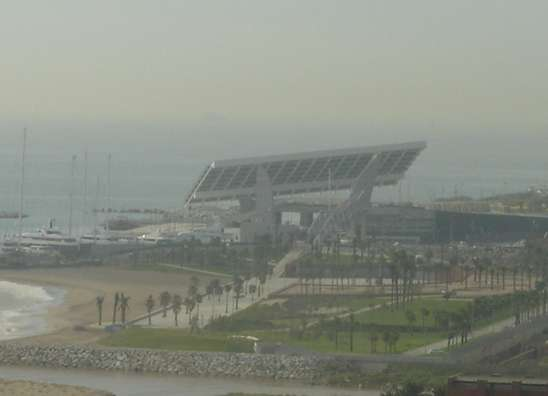
El sostre de la plaça del Fòrum de Barcelona és una central fotovoltaica

Entre els anys 2001 i 2014 s'ha produït un increment exponencial de la producció d'energia fotovoltaica, que es dobla aproximadament cada dos anys. La potència total instal·lada al món (amb connexió a la xarxa elèctrica) arribava a 7,6 GW el 2007, 16 GW el 2008, 23 GW el 2009, 40 GW el 2010, 70 GW el 2011 i 100 GW el 2012. De 140 de GW de potència el 2013 al món, va passar a 600 GW el 2019 i es pronostica que atenyerà entre 1400 i 1600 GW el 2023 i l'any 2050 seran uns 4500GW.
A Catalunya, el Parc solar Ramon Escriche a Flix és el més gran del món emprant tecnologia de cèl·lules fotovoltaiques de triple unió. El 2013 la potència instal·lada hi era de 264,9 MW, només 2% de la potència total, el 2018 havia pujat cap a 390,3 MW. A les Illes Balears la producció era de poc menys de 3% el 2018 que hauria de créixer cap a 10% del consum gràcies a una vintena de noves instal·lacions, després de deu anys d'estancament.

### Plantes fotovoltaiques amb connexió a la xarxa[Cal actualitzar]

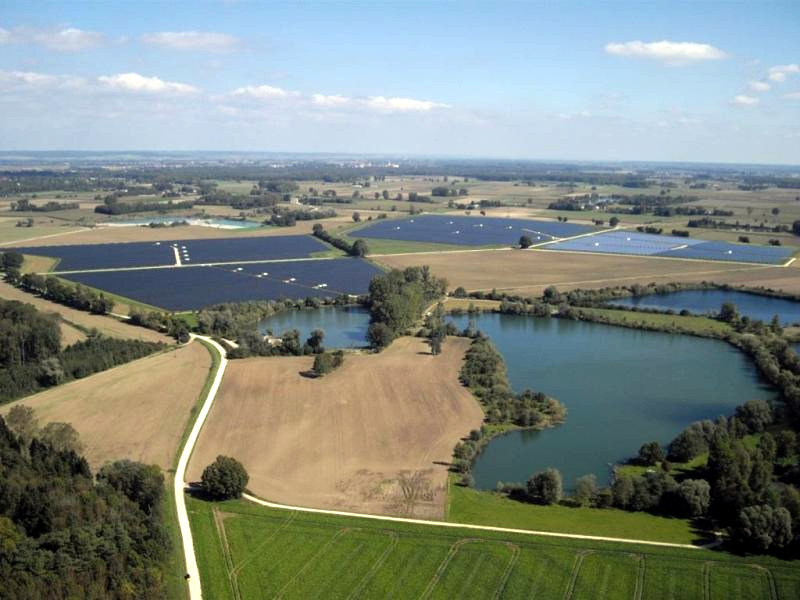
Parc solar Lauingen Energy Park, de 25,7 MW a Suabia (Baviera, Alemanya)

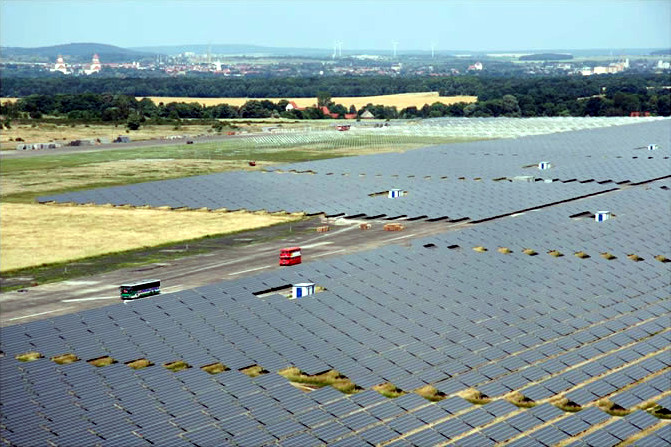
Parc solar de Waldpolenz, Alemanya

Tant a Europa com a la resta del món s'han construït nombroses centrals fotovoltaiques de gran escala. A data d'abril de 2014 les plantes fotovoltaiques més grans del món eren, segons la seva capacitat de producció:
| Projecte                           | País         | Potència | Any       |
| ---------------------------------- | ------------ | -------- | --------- |
| Longyangxia Hydro-solar PV Station | Xina         | 320 MW   | 2013      |
| California Valley Solar Ranch      | Estats Units | 250 MW   | 2013      |
| Agua Caliente Solar Project        | Estats Units | 250 MW   | 2012      |
| Charanka Solar Park                | Índia        | 214 MW   | 2012      |
| Gonghe Industrial Park Phase I     | Xina         | 200 MW   | 2013      |
| Golmud Solar Park                  | Xina         | 200 MW   | 2011      |
| Centinela Solar                    | Estats Units | 170 MW   | 2014      |
| Solarpark Meuro                    | Alemanya     | 166 MW   | 2011-2012 |
| Mesquite Solar I                   | Estats Units | 150 MW   | 2011-2012 |
| Solarpark Neuhardenberg            | Alemanya     | 145 MW   | 2012      |
| Catelina Solar Project             | Estats Units | 143 MW   | 2013      |
| Campo Verde Solar Project          | Estats Units | 139 MW   | 2013      |
| Solarpark Templin                  | Alemanya     | 128 MW   | 2012      |
| Arlington Valley Solar Energy II   | Estats Units | 125 MW   | 2013      |
| Centrale solaire de Toul-Rosières  | França       | 115 MW   | 2012      |
| Perovo Solar Park                  | Ucraïna      | 105 MW   | 2011      |
| Chengde PV Project                 | Xina         | 100 MW   | 2013      |
| Jiayuguan PV power plant           | Xina         | 100 MW   | 2013      |

### El desenvolupament de l'energia solar fotovoltaica al món
| País                 | Total 2002 | Total 2003 | Total 2004 | Total 2005 | Total 2006 | Total 2007 | Total 2008 | Total 2009 | Total 2010 | Total 2011 | Total 2012 | Total 2013 | Total 2014 | Total 2015 | Total 2016 | Total 2017 | Total 2018 | Total 2019 | Total 2020 |
| -------------------- | ---------- | ---------- | ---------- | ---------- | ---------- | ---------- | ---------- | ---------- | ---------- | ---------- | ---------- | ---------- | ---------- | ---------- | ---------- | ---------- | ---------- | ---------- | ---------- |
| Total mundial        | 2220       | 2798       | 3911       | 5340       | 6915       | 9443       | 15.772     | 23.210     | 39.778     | 73.745     | 104.015    | 139.523    | 176.089    | 222.213    | 296.155    | 389.411    | 488.739    | 587.134    | 713.970    |
| Xina                 | -          | -          | -          | -          | -          | -          | -          | -          | 893        | 3.108      | 6.719      | 17.759     | 28.399     | 43.549     | 77.809     | 130.822    | 175.287    | 204.996    | 254.355    |
| Estats Units         | 212,2      | 275,2      | 376        | 479        | 624        | 830,5      | 1168,5     | 1255,7     | 2519       | 5.644      | 8.613      | 13.045     | 17.651     | 23.442     | 34.716     | 43.115     | 53.184     | 60.682     | 75.572     |
| Japó                 | 636,8      | 859,6      | 1132       | 1421,9     | 1708,5     | 1918,9     | 2144       | 2627       | 3617       | 4.890      | 6.430      | 12.107     | 19.334     | 28.615     | 38.438     | 44.226     | 55.500     | 61.526     | 67.000     |
| Alemanya             | 278        | 431        | 1034       | 1926       | 2759       | 3835,5     | 5340       | 9959       | 17.320     | 25.916     | 34.077     | 36.710     | 37.900     | 39.224     | 40.679     | 42.293     | 45.158     | 49.047     | 53.783     |
| Índia                | -          | -          | -          | -          | -          | -          | -          | -          | 189        | 566        | 982        | 1.499      | 3.673      | 5.593      | 9.879      | 18.152     | 27.353     | 35.089     | 39.211     |
| Itàlia               | 22         | 26         | 30,7       | 37,5       | 50         | 120,2      | 458,3      | 1157       | 3502       | 13.136     | 16.790     | 18.190     | 18.600     | 18.907     | 19.289     | 19.688     | 20.114     | 20.871     | 21.600     |
| Austràlia            | 39,1       | 45,6       | 52,3       | 60,6       | 70,3       | 82,5       | 104,5      | 183,6      | 504        | 2.473      | 3.799      | 4.568      | 5.287      | 5.946      | 6.689      | 7.354      | 8.627      | 13.252     | 17.627     |
| Vietnam              | -          | -          | -          | -          | -          | -          | -          | -          | -          | 5          | 5          | 5          | 5          | 5          | 5          | 8          | 105        | 4.898      | 16.504     |
| Corea del Sud        | 5,4        | 6          | 8,5        | 13,5       | 35,8       | 81,2       | 357,5      | 441,9      | 662        | 730        | 1.024      | 1.555      | 2.481      | 3.615      | 4.502      | 5.835      | 7.130      | 10.505     | 14.575     |
| Espanya              | 7          | 12         | 23         | 48         | 145        | 693        | 3354       | 3438       | 3892       | 5.432      | 6.569      | 6.994      | 7.001      | 7.008      | 7.017      | 7.027      | 7.068      | 11.277     | 14.089     |
| Regne Unit           | 4,1        | 5,9        | 8,2        | 10,9       | 14,3       | 18,1       | 22,5       | 29,6       | 72         | 1.000      | 1.753      | 2.937      | 5.528      | 9.601      | 11.914     | 12.760     | 13.073     | 13.346     | 13.563     |
| França               | 17,2       | 21,1       | 26         | 33         | 43,9       | 75,2       | 179,7      | 335,2      | 1025       | 3.004      | 4.359      | 5.277      | 6.034      | 7.138      | 7.702      | 8.610      | 9.691      | 10.804     | 11.733     |
| Països Baixos        | 26,3       | 45,7       | 49,2       | 50,7       | 52,2       | 52,8       | 57,2       | 67,5       | 97         | 149        | 287        | 650        | 1.007      | 1.526      | 2.135      | 2.911      | 4.608      | 7.177      | 10.213     |
| Brasil               | -          | -          | -          | -          | -          | -          | -          | -          | 2          | 2          | 3          | 8          | 20         | 41         | 148        | 1.296      | 2.470      | 4.615      | 7.881      |
| Ucraïna              | -          | -          | -          | -          | -          | -          | -          | -          | 3          | 188        | 372        | 748        | 819        | 841        | 955        | 1.200      | 2.003      | 5.936      | 7.331      |
| Turquia              | 0,9        | 1,3        | 1,8        | 2,3        | 2,8        | 3,3        | 4          | 5          | 6          | 7          | 12         | 19         | 41         | 250        | 834        | 3.422      | 5.064      | 5.996      | 6.668      |
| Sud-àfrica           | -          | -          | -          | -          | -          | -          | -          | -          | 40         | 6          | 11         | 262        | 1.163      | 1.352      | 2.174      | 3.447      | 4.801      | 4.905      | 5.990      |
| Taiwan               | -          | -          | -          | -          | -          | -          | -          | -          | 32         | 130        | 231        | 410        | 636        | 884        | 1.245      | 1.768      | 2.738      | 4.150      | 5.817      |
| Bèlgica              | -          | -          | -          | -          | -          | -          | -          | 574        | 803        | 1.979      | 2.647      | 2.902      | 3.015      | 3.132      | 3.329      | 3.621      | 4.000      | 4.637      | 5.646      |
| Mèxic                | 16,2       | 17,1       | 18,2       | 18,7       | 19,7       | 20,8       | 21,8       | 25         | 31         | 39         | 60         | 82         | 116        | 173        | 389        | 674        | 2.555      | 4.440      | 5.644      |
| Polònia              | -          | -          | -          | -          | -          | -          | -          | -          | -          | 1          | 1          | 2          | 27         | 108        | 187        | 287        | 562        | 1.539      | 3.936      |
| Canadà               | 10         | 11,8       | 13,9       | 16,7       | 20,5       | 25,8       | 32,7       | 94,6       | 200        | 497        | 766        | 1.210      | 1.843      | 2.517      | 2.661      | 2.913      | 3.100      | 3.310      | 3.325      |
| Grècia               | -          | -          | -          | -          | -          | -          | -          | 55         | 206        | 612        | 1.536      | 2.579      | 2.596      | 2.604      | 2.604      | 2.606      | 2.652      | 2.834      | 3.247      |
| Xile                 | -          | -          | -          | -          | -          | -          | -          | -          | -          | -          | 2          | 15         | 221        | 576        | 1.125      | 1.809      | 2.236      | 2.654      | 3.205      |
| Suïssa               | 19,5       | 21         | 23,1       | 27,1       | 29,7       | 36,2       | 47,9       | 73,6       | 111        | 223        | 437        | 756        | 1.061      | 1.394      | 1.664      | 1.906      | 2.203      | 2.589      | 3.118      |
| Tailàndia            | -          | -          | -          | -          | -          | -          | -          | -          | 28         | 79         | 382        | 829        | 1.304      | 1.425      | 2.451      | 2.702      | 2.967      | 2.988      | 2.988      |
| Emirats Àrabs Units  | -          | -          | -          | -          | -          | -          | -          | -          | -          | 13         | 13         | 126        | 133        | 134        | 141        | 355        | 598        | 1.918      | 2.539      |
| Àustria              | 10,3       | 16,8       | 21,1       | 24         | 25,6       | 27,7       | 32,4       | 52,6       | 103        | 174        | 337        | 626        | 785        | 937        | 1.096      | 1.269      | 1.455      | 1.702      | 2.220      |
| Txèquia              | -          | -          | -          | -          | -          | -          | -          | 463,3      | 1953       | 1.913      | 2.022      | 2.064      | 2.067      | 2.075      | 2.068      | 2.070      | 2.075      | 2.086      | 2.073      |
| Hongria              | -          | -          | -          | -          | -          | -          | -          | -          | -          | 4          | 12         | 35         | 89         | 172        | 235        | 344        | 728        | 1.400      | 1.953      |
| Egipte               | -          | -          | -          | -          | -          | -          | -          | -          | -          | 35         | 35         | 35         | 35         | 45         | 59         | 180        | 765        | 1.662      | 1.694      |
| Malàisia             | -          | -          | -          | -          | 5,5        | 7          | 9          | 11         | 15         | 1          | 25         | 97         | 166        | 229        | 279        | 370        | 536        | 882        | 1.493      |
| Israel               | -          | -          | 0,9        | 1          | 1,3        | 1,8        | 3          | 24,5       | 66         | 196        | 243        | 426        | 676        | 772        | 872        | 975        | 1.076      | 1.438      | 1.439      |
| Rússia               | -          | -          | -          | -          | -          | -          | -          | -          | -          | -          | -          | 1          | 5          | 61         | 76         | 225        | 535        | 1.064      | 1.428      |
| Suècia               | 3,3        | 3,6        | 3,9        | 4,2        | 4,8        | 6,2        | 7,9        | 9          | 11         | 12         | 24         | 43         | 60         | 104        | 153        | 244        | 428        | 714        | 1.417      |
| Romania              | -          | -          | -          | -          | -          | -          | -          | -          | -          | 1          | 41         | 761        | 1.293      | 1.326      | 1.372      | 1.374      | 1.386      | 1.398      | 1.387      |
| Jordània             | -          | -          | -          | -          | -          | -          | -          | -          | -          | -          | -          | -          | -          | 6          | 296        | 406        | 809        | 1.101      | 1.359      |
| Dinamarca            | 1,6        | 1,9        | 2,3        | 2,7        | 2,9        | 3,1        | 3,3        | 4,6        | 7,1        | 17         | 402        | 571        | 607        | 782        | 851        | 906        | 998        | 1.080      | 1.300      |
| Bulgària             | -          | -          | -          | -          | -          | -          | -          | 5,7        | 18         | 154        | 1.013      | 1.020      | 1.026      | 1.029      | 1.028      | 1.036      | 1.033      | 1.048      | 1.073      |
| Filipines            | -          | -          | -          | -          | -          | -          | -          | -          | -          | 2          | 2          | 3          | 28         | 173        | 784        | 908        | 914        | 973        | 1.048      |
| Portugal             | 1,7        | 2,1        | 2,7        | 3          | 3,4        | 17,9       | 68         | 102,2      | 131        | 172        | 238        | 296        | 415        | 447        | 513        | 579        | 667        | 901        | 1.025      |
| Argentina            | -          | -          | -          | -          | -          | -          | -          | -          | 1,2        | 1          | 6          | 8          | 8          | 9          | 9          | 9          | 191        | 442        | 764        |
| Pakistan             | -          | -          | -          | -          | -          | -          | -          | -          | -          | 19         | 46         | 101        | 165        | 266        | 589        | 655        | 679        | 713        | 737        |
| Marroc               | -          | -          | -          | -          | -          | -          | -          | -          | -          | 34         | 35         | 35         | 40         | 200        | 202        | 204        | 734        | 734        | 734        |
| Eslovàquia           | -          | -          | -          | -          | -          | -          | -          | 0,2        | 145        | 496        | 513        | 533        | 533        | 533        | 533        | 528        | 472        | 590        | 593        |
| Hondures             | -          | -          | -          | -          | -          | -          | -          | -          | -          | 4          | 5          | 5          | 5          | 393        | 414        | 454        | 514        | 514        | 514        |
| Algèria              | -          | -          | -          | -          | -          | -          | -          | -          | -          | 25         | 25         | 25         | 26         | 74         | 244        | 425        | 448        | 448        | 448        |
| El Salvador          | -          | -          | -          | -          | -          | -          | -          | -          | -          | -          | -          | 13         | 15         | 26         | 28         | 126        | 206        | 391        | 429        |
| Iran                 | -          | -          | -          | -          | -          | -          | -          | -          | -          | -          | -          | 1          | 9          | 9          | 43         | 184        | 286        | 367        | 414        |
| Arabia Saudita       | -          | -          | -          | -          | -          | -          | -          | -          | -          | 3          | 14         | 22         | 24         | 24         | 24         | 34         | 84         | 409        | 409        |
| Finlàndia            | -          | -          | -          | -          | -          | -          | -          | 5          | 7          | 7          | 8          | 9          | 11         | 17         | 39         | 82         | 140        | 222        | 391        |
| República Dominicana | -          | -          | -          | -          | -          | -          | -          | -          | -          | -          | 2          | 8          | 15         | 25         | 73         | 106        | 205        | 305        | 370        |
| Perú                 | -          | -          | -          | -          | -          | -          | -          | -          | -          | 18         | 103        | 109        | 134        | 139        | 146        | 298        | 325        | 331        | 331        |
| Singapur             | -          | -          | -          | -          | -          | -          | -          | -          | -          | 5          | 8          | 12         | 25         | 46         | 97         | 116        | 160        | 272        | 329        |
| Bangladesh           | -          | -          | -          | -          | -          | -          | -          | -          | -          | 43         | 66         | 94         | 119        | 145        | 161        | 185        | 201        | 255        | 301        |
| Eslovènia            | -          | -          | -          | -          | -          | -          | -          | 9          | 36         | 57         | 142        | 187        | 223        | 238        | 233        | 247        | 247        | 264        | 267        |
| Uruguai              | -          | -          | -          | -          | -          | -          | -          | -          | -          | -          | 1          | 2          | 4          | 65         | 89         | 243        | 248        | 254        | 256        |
| Xipre                | -          | -          | -          | -          | -          | -          | -          | 3,3        | 6,2        | 10         | 17         | 35         | 65         |            |            |            |            |            | 200        |
| Panamà               | -          | -          | -          | -          | -          | -          | -          |            |            |            |            |            |            |            |            |            |            |            | 198        |
| Luxemburg            | -          | -          | -          | -          | -          | -          | -          | 27         | 27         | 30         | 76         | 100        | 110        | 120        |            |            |            |            | 195        |
| Malta                | -          | -          | -          | -          | -          | -          | -          | 2          | 2          | 11,5       | 18         | 25         | 54         |            |            |            |            |            | 184        |
| Cuba                 | -          | -          | -          | -          | -          | -          | -          | s.d.       | s.d.       | s.d.       | s.d.       | s.d.       | s.d.       | s.d.       | s.d.       | 65         |            |            | 163        |
| Noruega              | 6,4        | 6,6        | 6,9        | 7,3        | 7,7        | 8          | 8,3        | 9          | 9          | 10         | 10         | s.d.       | 13         |            |            |            |            |            | 152        |
| Lituània             | -          | -          | -          | -          | -          | -          | -          | -          | -          | -          | 6          | 68         | 68         |            |            |            |            |            | 148        |
| Bolívia              | -          | -          | -          | -          | -          | -          | -          | -          | -          | -          |            |            |            |            |            |            |            |            | 120        |
| Colòmbia             | -          | -          | -          | -          | -          | -          | -          | -          | -          | -          |            |            |            |            |            |            |            |            | 107        |
| Guatemala            | -          | -          | -          | -          | -          | -          | -          | -          | -          | -          | -          | -          |            |            |            |            |            |            | 101        |
| Croàcia              | -          | -          | -          | 0,5        | 1,2        | 3,2        | 5,6        | 12,1       | 16,4       | 16,4       | 21,7       | 24,7       | 33         |            |            |            |            |            | 85         |
| Equador              | -          | -          | -          | -          | -          | -          | -          | s.d.       | s.d.       | s.d.       | s.d.       | s.d.       | 26         |            |            |            |            |            | 28         |